# Sobůlky
Sobůlky là một làng thuộc huyện Hodonín, vùng Jihomoravský, Cộng hòa Séc.